# Іль-Хоу
Іль-Хау — один з островів архіпелагу Кергелен, розташований північніше Іль-Фош. Довжина острова становить близько 8 км. Крім кролів, тут немає інтродукованих тварин.
Острів, поряд з сусідніми і відносно великими островами Іль-Фош і Іль-Сен-Лан-Грамон, а також меншими островами Мак-Мердо, Іль-Бріан, Іль-Дейман і Іль-Халле, був визначений Міжнародною організацією BirdLife International як Важлива орнітологічна територія.